# Alanäs församling
Alanäs församling var en församling i Härnösands stift och i Strömsunds kommun. Församlingen uppgick 2013 i Ström-Alanäs församling.

## Administrativ historik
Församlingen bildades 1808 genom utbrytning ur Ströms församling som kapellförsamling, för att den 1 maj 1873 bli annexförsamling. Församlingen var till den 1 maj 1872 kapellförsamling i pastoratet Hammerdal, Ström, Borgvattnet och Alanäs. Från den 1 maj 1872 till den 1 maj 1922 var församlingen annexförsamling i pastoratet Ström och Alanäs för att sedan från den 1 maj 1922 till 2009 utgöra ett eget pastorat. Församlingen ingick från 2009 till 2013 i Strömsunds pastorat. Församlingen uppgick 2013 i Ström-Alanäs församling.

## Kyrkor
- Alanäs kyrka